# Maximilian Philipp Hieronymus (Bayern-Leuchtenberg)

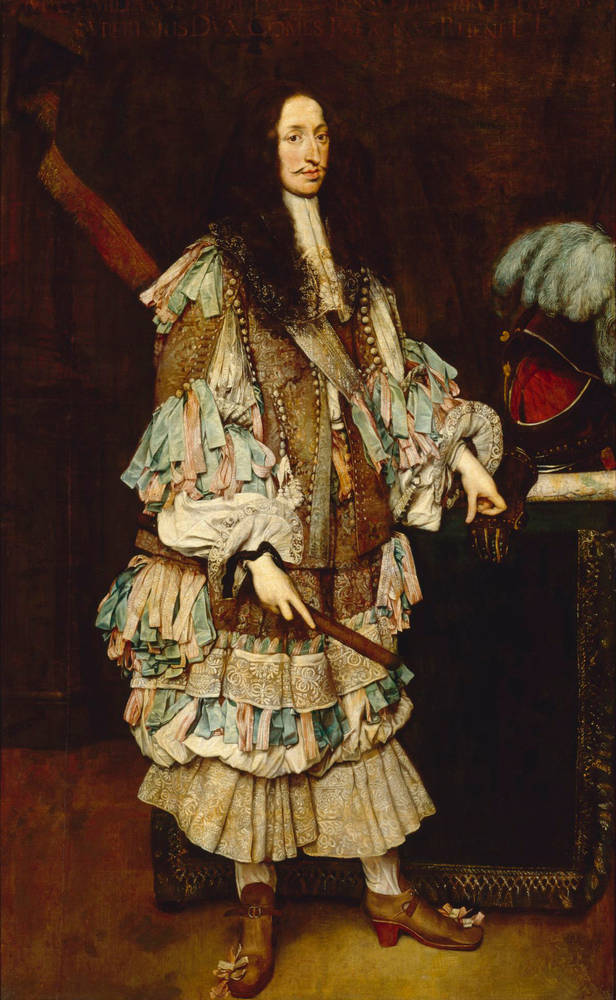
Maximilian Philipp Hieronymus, Herzog von Bayern-Leuchtenberg

Maximilian Philipp Hieronymus, Prinz von Bayern (* 30. September 1638 in München; † 20. März 1705 in Türkheim) war von 1650 bis zu seinem Tode Herzog von Bayern-Leuchtenberg sowie von 1679 bis 1680 Regent des Kurfürstentums Bayern für den noch minderjährigen Kurfürsten Max Emanuel.

## Leben

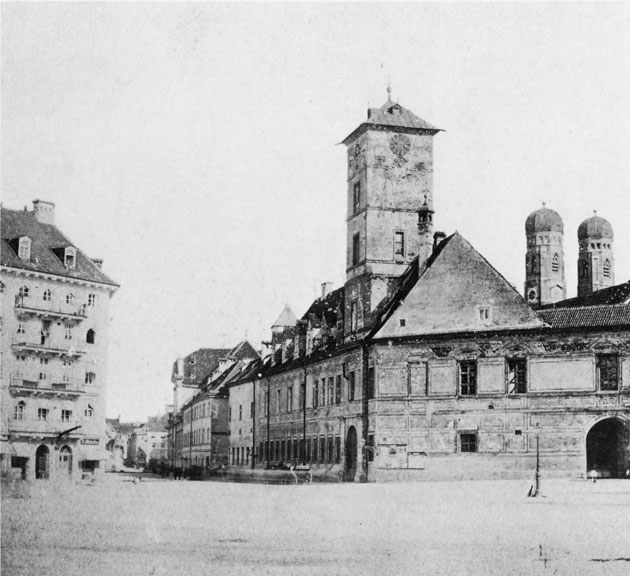
Die Maxburg in München (1860)

Maximilian Philipp war zweitgeborener Sohn von Maximilian I. von Bayern (1573–1651) und dessen zweiter Ehefrau, der Erzherzogin Maria Anna von Österreich (1610–1665), älteste überlebende Tochter des römisch-deutschen Kaisers Ferdinand II. (1578–1637). Ferdinand Maria von Bayern (1636–1679) war sein älterer Bruder. 1650 tauschte sein Vater mit seinem Bruder Albrecht VI. die Reichsgrafschaft Haag gegen die Landgrafschaft Leuchtenberg und belehnte Maximilian Philipp mit Leuchtenberg und der Herrschaft Schwabegg. Maximilian Philipp erwarb zudem in den 1680er Jahren die Reichsritterschaften Angelberg und Mattsies von den Fuggern. Während der Minderjährigkeit seines Neffen Max Emanuel regierte Maximilian Philipp als Kuradministrator 1679 bis 1680 Bayern. Danach zog er sich nach Türkheim zurück, wo er eine eigene Hofhaltung unterhielt. Nach seinem Tode fiel das Erbe an seinen Neffen Kurfürst Max Emanuel. Stiftungsmittel in Höhe von 60.000 Gulden aus seinen Allodialgütern wurden für den Bau des Karmelitinnenklosters in München verwendet. In München verdankt ihm die Maxburg, die er als dortigen Wohnsitz nutzte, ihren Namen. Sein Hauptwohnsitz, wo er und seine Frau auch starben, war Schloss Türkheim, das sie 1682–86 umbauen und mit einem barocken Schlossgarten versehen ließen.  

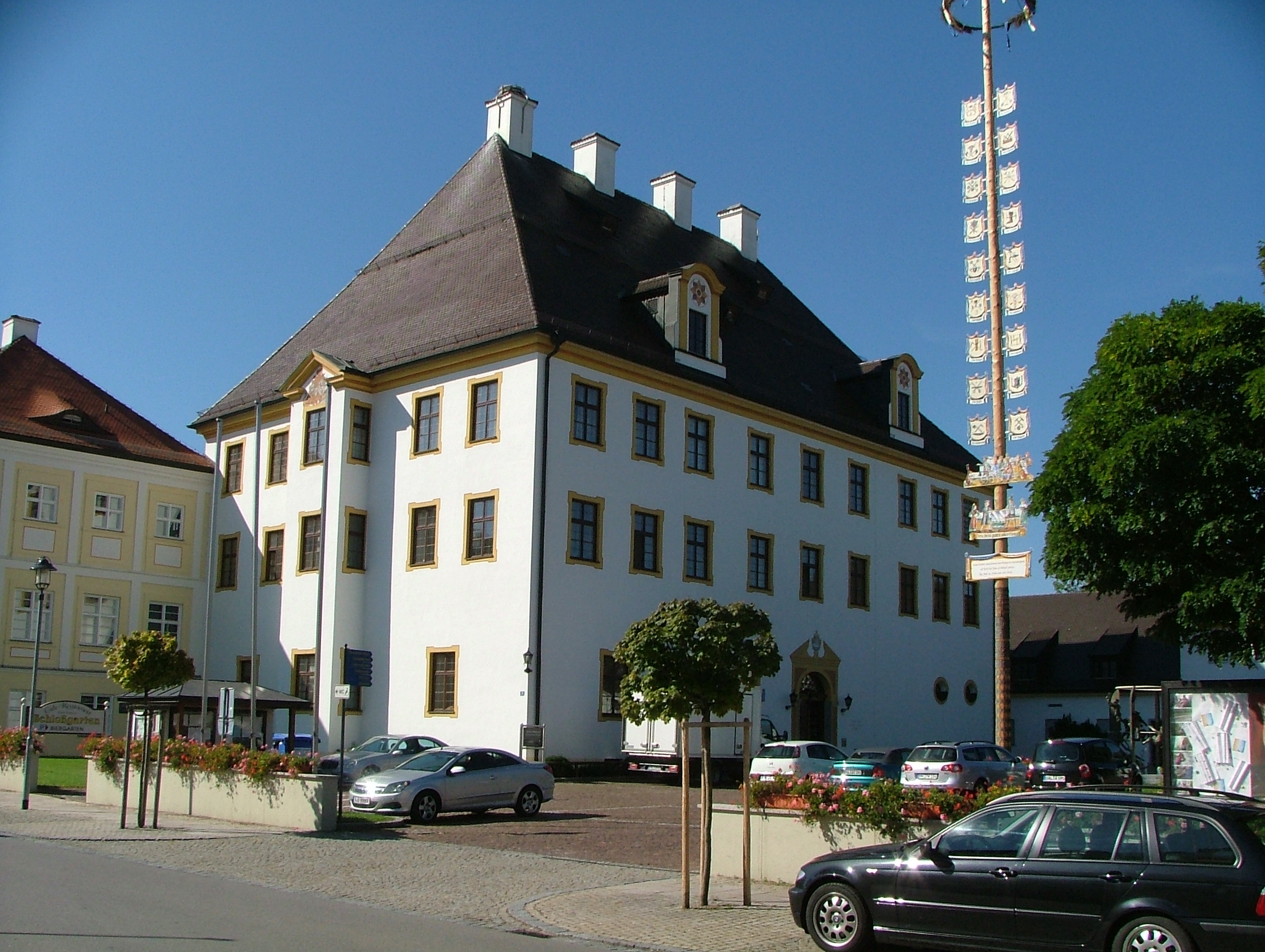
Schloss Türkheim

## Familie
Maximilian Philipp war seit 1668 verheiratet mit Maurita Febronia de la Tour d’Auvergne, Tochter des Herzogs Friedrich Moritz von Bouillon und von Éléonore de Bergh. Die Ehe blieb kinderlos.

## Vorfahren
| Maximilian Philipp von Bayern-Leuchtenberg | Maximilian I. von Bayern  | Wilhelm V. von Bayern | Albrecht V. von Bayern       |
| Maximilian Philipp von Bayern-Leuchtenberg | Maximilian I. von Bayern  | Wilhelm V. von Bayern | Anna von Österreich          |
| Maximilian Philipp von Bayern-Leuchtenberg | Maximilian I. von Bayern  | Renata von Lothringen | Franz I. von Lothringen      |
| Maximilian Philipp von Bayern-Leuchtenberg | Maximilian I. von Bayern  | Renata von Lothringen | Christina von Dänemark       |
| Maximilian Philipp von Bayern-Leuchtenberg | Maria Anna von Österreich | Ferdinand II. (HRR)   | Karl II. von Innerösterreich |
| Maximilian Philipp von Bayern-Leuchtenberg | Maria Anna von Österreich | Ferdinand II. (HRR)   | Maria Anna von Bayern        |
| Maximilian Philipp von Bayern-Leuchtenberg | Maria Anna von Österreich | Maria Anna von Bayern | Wilhelm V. von Bayern        |
| Maximilian Philipp von Bayern-Leuchtenberg | Maria Anna von Österreich | Maria Anna von Bayern | Renata von Lothringen        |